# Waterbewonende wormsalamanders
De waterbewonende wormsalamanders (Typhlonectidae) zijn een familie van wormsalamanders (Gymnophiona). De groep werd voor het eerst wetenschappelijk beschreven door Edward Harrison Taylor in 1968.
Waterbewonende wormsalamanders werden vroeger als een onderfamilie gezien van de familie Caeciliidae. Er zijn veertien verschillende soorten in vijf geslachten, drie geslachten zijn monotypisch. Met enige regelmaat wordt een nieuwe soort beschreven, zoals Chthonerpeton tremembe in 2015. Alle soorten komen voor in Zuid-Amerika.

## Taxonomie
Familie Typhlonectidae
- Geslacht Atretochoana
- Geslacht Chthonerpeton
- Geslacht Nectocaecilia
- Geslacht Potamotyphlus
- Geslacht Typhlonectes